# William de Warenne, 1.º Conde de Surrey
William de Warenne, 1.º Conde de Surrey, Seigneur de Varennes (nascido em data desconhecida - 1088), foi um nobre normando, que foi criado conde de Surrey sob o reinado de Guilherme II, o Ruivo. Foi uma das poucas pessoas documentadas estando presente com Guilherme, o Conquistador, na Batalha de Hastings em 1066. No Domesday Book mantinha extensas terras em treze condados, incluindo a Rape de Lewes, em Sussex (atual East Sussex).

## Início de carreira
William era filho de Ranulfo I de Warenne e sua primeira esposa Beatriz (cuja mãe foi, provavelmente, irmã da duquesa Gunora, esposa do duque Ricardo I). Da mesma forma, Orderico Vital o descreveu como o consanguineus (literalmente "primo") de Rogério, geneticamente mais um termo de parentesco próximo, mas não normalmente usado para descrever irmãos, e Rogério de Mortimer parece ter sido uma geração mais velho que William de Warenne, seu suposto irmão. Cartas relataram vários homens anteriores associados com Warenne. Um Ranulfo de Warenne aparece em uma carta datada entre 1027 e 1035, e em uma de cerca de 1050 com uma esposa chamada Beatriz, enquanto em 1059, Ranulfo e sua esposa Ema aparecem junto com seus filhos Ranulfo e William. Estas ocorrências têm sido normalmente tomadas para representar esposas sucessivas de um único Ranulfo, com Beatriz sendo a mãe de Guilherme e, portanto, idêntica à sobrinha Gunnorid, apesar de uma carta de 1059 nomear explicitamente Ema como sua mãe. Uma reavaliação das cartas sobreviventes levou Katherine Keats-Rohan a sugerir que, como ele parece ter feito em outros lugares, Roberto de Torigni tem comprimido duas gerações em uma, com um Ranulfo (I) e Beatriz sendo pais de Ranulfo (II) de Warenne e de Rogério de Mortimer (um Rogério filho de Ranulfo de Warenne aparece em uma carta datada de 1040/1053), e Ranulfo (II) e Ema foram, então, os pais de Ranulfo (III), o herdeiro, na Normandia, e William, como atesta a carta de 1059. Associações com Vascœuil levaram à identificação da progenitora de Warenne com uma viúva Beatriz, filha de Tesselin, vicomte de Ruão, aparecendo lá em 1054-1060. Como Roberto de Torigni é mostrado como um vicomte de Ruão por ter se casado com uma sobrinha de Gunora, isso talvez explique a tradição de uma relação com Gunnorid. No início do reinado do duque Guilherme II, Ranulfo II não era um grande proprietário de terras e, como segundo filho, Guilherme de Warenne não ficou para herdar pequenas propriedades da família. Durante as rebeliões de 1052-1054, provou ser leal ao duque e desempenhou um papel significativo na Batalha de Mortemer para o qual ele foi recompensado com terras confiscadas de seu tio, Rogério de Mortemer, incluindo o Castelo de Mortimer e a maioria das terras circundantes. Mais ou menos ao mesmo tempo, adquiriu terras em Bellencombre incluindo o castelo que se tornou o centro de suas terras na Normandia.

## Conquista da Inglaterra

Brasão de Armas de Warenne, Conde de Surrey

William estava entre os barões normandos convocados para um conselho do duque Guilherme II quando foi tomada a decisão de se opor à adesão do rei Haroldo II ao trono da Inglaterra. Lutou na Batalha de Hastings e foi bem recompensado com numerosas terras. O Domesday Book registra suas terras estendidas sobre treze condados e contou com a importante Rape de Sussex, vários feudos em Norfolk, Suffolk e Essex, o significativo feudo de Conisbrough em Yorkshire e o Castelo Acre em Norfolk, que se tornou seu caput. Ele é um dos poucos companheiros comprovados de Guilherme, o Conquistador, conhecidos por ter lutado na Batalha de Hastings em 1066. Ele lutou contra os rebeldes na Ilha de Ely em 1071, onde mostrou um desejo especial em caçar Herevardo, o Vigilante que tinha matado seu cunhado Frederico no ano anterior. É suposto que Herevardo o tenha derrubado com um disparo de flecha.

## Carreira posterior
Em algum momento entre 1078 e 1082, Guilherme e sua esposa Gundred viajaram a Roma visitando mosteiros ao longo do caminho. Na Borgonha eles foram incapazes de ir mais longe devido a uma guerra entre o Imperador Henrique IV e o Papa Gregório VII. Eles visitaram a Abadia de Cluny e ficaram impressionados com os monges e sua dedicação. Guilherme e Gundred decidiram fundar um convento de Cluny em suas próprias terras na Inglaterra. Restaurou edifícios para uma abadia. Eles contactaram Hugo, o abade de Cluny, para os monges virem à Inglaterra em seu mosteiro. A casa que fundaram foi o Priorado de Lewes dedicada a São Pancrácio, o primeiro convento de Cluny na Inglaterra.
Era leal a Guilherme II, e foi, provavelmente, no início de 1088 que foi criado conde de Surrey. Foi mortalmente ferido no primeiro cerco do Castelo de Pevensey e morreu em 24 de junho de 1088 em Lewes, Sussex, e foi enterrado ao lado de sua esposa Gundred na sala do capítulo do Priorado de Lewes.

## Família
Casou-se pela primeira vez, antes de 1070, com Gundred, filha de Guilherme, o Conquistador, e sua esposa Matilda. Isso é mostrado em uma carta de William referindo-se a Gundrada (Gundred em latim) como "Filae Meae" (minha filha), irmã de Gerbod, o Flamengo, primeiro conde de Chester. Orderico Vital fez muitos erros em sua História Eclesiástica da Inglaterra e Normandia, que escreveu um século após a conquista. Vital era um homem de setenta anos de idade, com uma intensa antipatia por normandos e continuamente cometeu erros em sua história (veja Reverend Thomas Warren: History of the Warren Family), desde o momento em que numerosos historiadores ingleses tentaram autenticar seu relato do duque Guilherme e sua família, mas não conseguiram. Gundred de Warenne foi enterrada no Castelo de Lewes. Seu túmulo ainda existe com uma placa de mármore do mesmo design exato como o da placa de túmulo de sua mãe, que também possuí um mármore decorado em preto. O DNA é susceptível de provar que Gundred e Matilda eram mãe e filha. Tal foi o desagrado inglês aos normandos, que eles roubaram tanto a placa de túmulo de Guilherme de Warenne e a de sua esposa para colocar sobre os seus próprios túmulos.
Guilherme se casou pela segunda vez com uma irmã de Ricardo Goulet, que lhe sobreviveu.
Descendência
Com Gundred Guilherme, Conde de Surrey teve:
- William de Warenne, 2.º Conde de Surrey (morto em 1138), que se casou com Isabel de Vermandois, viúva de Roberto de Beaumont, 1º Conde de Leicester.[33]
- Edite de Warenne, que se casou pela primeira vez com Geraldo de Gournay, senhor de Gournay-en-Bray, e pela segunda vez com André de Monchy.[34]
- Reinaldo de Warenne, que herdou as terras de sua mãe na Flandres[34] e morreu por volta de 1106-1108.[35]
- Uma filha sem nome, que se casou com Ernise de Coulonces.[36]

Surrey, por sua segunda esposa, não teve descendência.